# Lourenço de Mendonça
Cet article possède un paronyme, voir Mendonça.
Lourenço de Mendonça (Né à Sesimbra, Royaume du Portugal alors uni au Royaume de Castille, en 1585 - décédé à Tolède dans le Royaume de Castille en 1643) est un Jésuite portugais du XVIIe siècle, missionnaire et nommé premier évêque de Rio de Janeiro.

## Biographie
Entré dans la Compagnie de Jésus le 13 août 1602, il suit sa toute formation initiale au Portugal avant de répondre à l'appel missionnaire et d'être envoyé par son Ordre vers l'Amérique en 1616. Choisi par l'évêque local comme son vicaire il officie dans un premier temps comme prêtre et missionnaire dans l'actuel Pérou dans les régions minières de Tatasi, Chorolque, Chocaya et Sorocaya. Très sensible au sort des indiens travaillant dans les mines, il se montre un pasteur prévenant et prend régulièrement leur défense face aux colons. Dans les années 1620, il est vicaire espiscopal à Potosí et nommé commissaire du Saint-Office dans la région. En tant que commissaire, entre 1624 et 1628, il voyage à travers les provinces du sud, au Paraguay, La Plata en 1625 jusqu'à Buenos Aires en 1628. Il est un temps pressenti comme évêque de Concepción dans l'actuel Chili.
En 1631, il défend auprès du Conseil des Indes l'idée de création d'un nouvel évêché dont le siège serait à Rio de Janeiro, le meilleur moyen, pensait-il, de protéger les indiens victime d'abus. Installé à Rio comme administrateur ecclésiastique il s'attire l'animosité et la critique des colons à la fois pour sa tenace (y compris violente) défense des indiens (Il cherche à faire arrêter les razzia organisées par les colons portugais contre les indigènes) mais aussi pour ses virulentes critiques envers les soi-disant mauvaises mœurs des colons. Les tensions deviennent si élevées qu'il est obligé de s'enfuir en 1637. Il rentre alors au Portugal. Il doit s'expliquer des nombreuses accusations et calomies dont il est l'objet. Il est blanchi par l'Inquisition de toutes charges. En 1638, depuis Lisbonne il en profite pour publier un rapport à charge sur la situation coloniale dans lequel il décrit les injustices commises contre les indigènes et accuse les autorités locales de complaisance. 
Le 7 octobre 1639, Philippe IV de Castille écrit à Rome soutenant lui-aussi le projet de création du diocèse de Rio de Janeiro, souhaitant par ailleurs que Lourenço de Mendonça en devienne l'évêque. Rome tarde à répondre mais finit par accepter. Lourenço de Mendonça est choisi comme évêque. Néanmoins au moment de la restauration de l'indépendance du Royaume du Portugal vis-à-vis du Royaume de Castille en 1640 il prend position pour le maintien de l'union des deux couronnes. Il est du coup contraint de fuir Lisbonne et s'installe à Tolède (où il finira sa vie). Accusé d'avoir trahi le Portugal, son pays natal, il ne peut se rendre à Rio pour y fonder le diocèse. Philippe IV de Castille, en signe de gratitude et à titre de compensation, pense un temps demander au pape de le nommer évêque du Yucatán. Il renonce à faire cette demande n'envisageant plus, du fait du contexte politique dégradé entre la Castille et le Portugal, d'envoyer un Portugais sur des terres espagnoles. Il meurt en 1643 avec le titre d'évêque mais sans avoir été ni consacré ni même avoir siégé sur aucun siège episcopal.